# Faisal Al-Husseini Internationaal Stadion
Het Faisal Al-Husseini International Stadium is een voetbalstadion in Ar-Ram, een Palestijnse stad op de Westelijke Jordaanoever. Het is de thuisbasis voor het Palestijns voetbalelftal, dat hier internationale wedstrijden speelt. Het stadion is vernoemd naar Faisal Husseini (1940–2001), een Palestijnse politicus. Het stadion heeft een capaciteit van 12.500 toeschouwers.
In dit stadion werd op 26 oktober 2008 de eerste thuiswedstrijd gespeeld van het internationale voetbalelftal sinds hun lidmaatschap van de FIFA. In het stadion waren onder andere ook de President van de FIFA, Sepp Blatter en de premier van Palestina, Salam Fayyad aanwezig. De wedstrijd, een vriendschappelijke tegen Jordanië eindigde in een 1-1 gelijkspel.